# Maria Dąbrowska-Szata
Maria Dąbrowska-Szata (ur. 1946) – polska inżynier elektronik. Absolwentka Politechniki Wrocławskiej. Od 2010 profesor na Wydziale Elektroniki Mikrosystemów i Fotoniki Politechniki Wrocławskiej.